# Кирхцелль
Кирхцелль (нем. Kirchzell) — ярмарочная община в Германии, в земле Бавария.
Подчиняется административному округу Нижняя Франкония. Входит в состав района Мильтенберг.  Население составляет 2298 человек (на 31 декабря 2010 года). Занимает площадь 63,86 км².
Ярмарочная община подразделяется на 7 сельских округов.

## Население
По оценке на 31 декабря 2015 года население общины Кирхцелль составляет 2233 чел. 

| Дата      | 1840 | 1871 | 1900 | 1925 | 1939 | 1950 | 1961 | 1970 | 1987 | 2011 |
| --------- | ---- | ---- | ---- | ---- | ---- | ---- | ---- | ---- | ---- | ---- |
| Население | 1974 | 1849 | 1767 | 1896 | 1895 | 2490 | 2274 | 2373 | 2382 | 2298 |

| Год       | 1960 | 1970 | 1980 | 1990 | 2000 | 2009 | 2010 | 2011 | 2012 | 2013 | 2014 | 2015 |
| --------- | ---- | ---- | ---- | ---- | ---- | ---- | ---- | ---- | ---- | ---- | ---- | ---- |
| Население | 2268 | 2376 | 2283 | 2417 | 2438 | 2308 | 2298 | 2292 | 2273 | 2267 | 2248 | 2233 |